# Claterna boudinoti
Claterna boudinoti är en fjärilsart som beskrevs av Pierre E.L. Viette 1979. Claterna boudinoti ingår i släktet Claterna och familjen nattflyn. Inga underarter finns listade i Catalogue of Life.